# Italiens U/20-fodboldlandshold
Italiens U/20-fodboldlandshold er Italiens landshold for fodboldspillere, som er under 20 år og administreres af Federazione Italiana Giuoco Calcio (FIGC).